# Зайцевский, Алексей Яковлевич
Алексей Яковлевич Зайцевский (1759—1803) — зарайский купец, один из наиболее известных «богословов» старообрядцев поморского согласия.
Его сочинения, рассеянные по разным рукописям, рассматривали следующие вопросы:
- полемику с православной церковью по вопросу о крещении (он доказывал необходимость перекрещивания православных при переходе их в старообрядчество) и вообще против «новшеств» патриарха Никона (двадцать ответов его «никонианам» были известны митрополиту Платону);
- полемику против федосеевцев по вопросу о браке (Зайцевский доказывал возможность таинства брака без венчания в церкви);
- полемику против учения поповцев о действительности священства в священниках, переходящих из православной церкви в раскол. Зайцевский признавал старое старообрядческое учение о существовании в настоящее время в мире антихриста; высказывался против поповщины (эти его сочинения, по-видимому, не сохранились); писал стихи; славился между раскольниками как хороший зодчий (построил известную покровскую старообрядческую часовню в Москве, разрушенную по распоряжению правительства в 1837).